# 11359 Piteglio
11359 Piteglio eller 1998 BP24 är en asteroid i huvudbältet som upptäcktes den 27 januari 1998 av de båda italienska astronomerna Vasco Cecchini och Luciano Tesi vid Pian dei Termini-observatoriet. Den är uppkallad efter den italienska byn Piteglio.
Asteroiden har en diameter på ungefär 5 kilometer.